# MediaFLO
MediaFLO（メディアフロー）は、アメリカ合衆国のクアルコムが開発した携帯端末向けマルチメディア放送の規格、またはその放送サービスをアメリカ合衆国で行っていた企業。
ITU-R勧告 BT.1833 "Broadcasting of multimedia and data applications for mobile reception by handheld receivers"（ハンドヘルド端末による移動体受信向けマルチメディア・データ放送）のMultimedia System Mの一方式として、ISDB-T（ワンセグ・地上デジタル音声放送）・T-DMB・DVB-Hとともに国際標準規格となっていた。

## 概要
アメリカ合衆国において、電波の周波数帯域の利用効率を高めることを目的に開発された。
従来のアナログテレビ放送（NTSC）・地上デジタルテレビジョン放送（DVB-T）では、デコードチップの消費電力が高くなることから携帯機器への搭載は困難であった。またアメリカ合衆国で使用されているデジタルテレビジョン放送のATSC規格は信号の多重化が困難であり、これらの問題を改善した移動体向けのATSC-M/H規格による放送は2008年6月のアナアナ変換（55チャンネルからの移動）の完了まで待たなければならなかった。これらのデメリットを解消するために、2004年に発表された。
FLOはForward Link Onlyの略で、送信される信号が送信所から端末への一方通行（一斉同報配信）であることを意味する。
サービス名称は『FLO TV』で、基本的に有料放送が主体であり、1番組ごと・チャンネルごと課金することが可能である。
受信信号は限定受信システムにより多重に暗号化されており、視聴するためには番組視聴鍵・契約鍵・サービス鍵を、携帯電話網等の通信回線を通して取得する必要がある。

## 歴史
- 2003年頃 - クアルコムがアメリカ合衆国国内で700MHz帯ブロックD(716-722MHz)の電波利用権を獲得。
- 2004年 - MediaFLOの運営会社を設立。
- 2005年12月22日 - 日本での実用化を目指し、クアルコムジャパンとKDDIがメディアフロージャパン企画株式会社を設立[1]。
- 2007年3月1日 - アメリカ合衆国のベライゾン・ワイヤレスによってロサンゼルスで、『VCAST mobile TV』としてサービス開始。
- 2008年5月 - アメリカ合衆国のAT&Tモビリティがサービスを開始。
- 2010年9月9日 - 日本の総務省が携帯端末向けマルチメディア放送の方式にISDB-Tmmを選定し、MediaFLOが落選。
- 2010年10月5日 - クアルコムがFLO TVの端末を販売中止にすると発表[2]。
- 2010年10月20日 - 2011年3月末でFLO TVサービスを終了することを発表。
- 2011年3月31日 - FLO TVがサービス終了。

## 主な機能
- リアルタイム型ストリーミング放送 - テレビ放送は最大20チャンネル程度、ラジオ放送は最大10チャンネル程度
- 蓄積型クリップキャスト - 蓄積型放送 最大40チャンネル程度
- IPデータキャスティング - 動画・音声・データ配信、データ放送
- インタラクティブサービス - 通信回線を使用した双方向機能

## 技術
アメリカ合衆国では716-722MHz（700MHz帯ブロックD　日本ではUHF帯のアナログテレビ放送の53・54チャンネルにあたる）を使用していた。
中心周波数719MHz、占有周波数幅5.55MHz。
直交周波数分割多重方式（OFDM モード2）を採用し、OFDMサブキャリアには四位相偏移変調（QPSK）もしくは16値直交振幅変調（QAM）を使用していた。
ストリームの転送量は200-250kbit/s。
動画はQVGAサイズ（アナログテレビ放送の1/4　ワンセグと同等）のものがH.264/MPEG-4 AVC 30fpsで、音声はMPEG4 HE AAC V2で符号化されていた。
限定受信システムを採用し、番組視聴鍵・契約鍵・サービス鍵により多重に施錠されていた。

## 各国での状況

### 日本
日本では、KDDIとクアルコムジャパンの合弁会社であるメディアフロージャパン企画株式会社と、ソフトバンクが設立したモバイルメディア企画株式会社（2008年にISDB-Tmmへ変更）の2社が中心となって推進していた。2009年中の本免許取得を目標としていたものの、2010年9月9日に総務省はISDB-Tmm方式を提言していたマルチメディア放送（現mmbi）に2011年7月のアナログTV放送停波後、207.5MHz-222MHz帯域周波数を使用する特定基地局の開設計画の認定を行ったため結果的にメディアフロージャパンの免許取得認定は実現しなかった。

#### ワンセグとの機能比較・問題点
- 基本的に有料放送であるのに対し、ワンセグは無料放送である。
- 元々UHF帯を利用する仕様であるため、VHF帯を利用する場合は電波伝搬特性の違いから、単一キャリアネットワーク（SFN）によるマルチパスの抑制が課題となる。
- 視聴時に通信回線を使って解読鍵を取得する必要があり、また課金情報のやり取り・IPデータキャスティングのためにも通信回線が必須である。しかしワンセグでは解読鍵の取得に通信回線を使用する必要は無く、また双方向機能もオプション機能であるため、通信回線は必須ではない。
- ワンセグでは動画のフレームレートが15fpsなのに対し、MediaFLOはNTSCとほぼ同じ30fpsであるため、ワンセグよりもMediaFLOのほうが激しい動きのある動画の視聴により適している。
- 周波数帯域の利用効率では、ワンセグではセグメント分割による分割損があるため効率の向上に難点があるが、MediaFLOでは1つの周波数で全てのコンテンツを送信していることから、ワンセグよりも効率がよい。
- 選局レスポンスは、MediaFLOでは2秒以下と規定されているが、ワンセグでは受信機の実装に依存することから、MediaFLOがより優れる。

なお、ワンセグが所属するISDB陣営はMediaFLOに対抗して、ISDB-TSBにマルチメディア放送機能を付加しフレームレートを30fpsにした、ISDB-Tmm規格を策定した。

### アメリカ
アメリカでは、2007年春にサービスを開始。有料放送を月額15ドル程度で提供し、VerizonとAT&T合計で1億7000万ユーザーがいるとしていた。特許やチップセットなどが主力のクアルコムは、立ち上げが終わればMediaFLO事業の売却を計画していた。調査会社によれば、2010年時点で契約数は30万人。2011年3月にサービスが終了した。